# Lijst van gemeentelijke monumenten in Oldambt
De gemeente Oldambt kent 1 gemeentelijk monument, hieronder een overzicht.
| Object            | Bouwjaar | Architect | Locatie         | Plaats | Coördinaten                 | Nr.          | Afbeelding  |
| ----------------- | -------- | --------- | --------------- | ------ | --------------------------- | ------------ | ----------- |
| Voormalige school | 1932     |           | Hoofdstraat 121 | Beerta | 53° 9' 59" NB, 7° 5' 12" OL | 1895/wikinr1 | Upload foto |

Eemsdelta ·
Groningen (binnenstad) ·
Groningen (buiten binnenstad) ·
Het Hogeland ·
Midden-Groningen ·
Oldambt ·
Pekela ·
Stadskanaal ·
Veendam ·
Westerkwartier